# Saja (localidad)
Saja es una localidad del municipio de Los Tojos (Cantabria, España). En el año 2024 contaba con una población de 76 habitantes (INE), con 1 diseminado. La localidad está situada a 428 metros de altitud sobre el nivel del mar, y está a una distancia de 5,1 kilómetros de la capital municipal, Los Tojos.

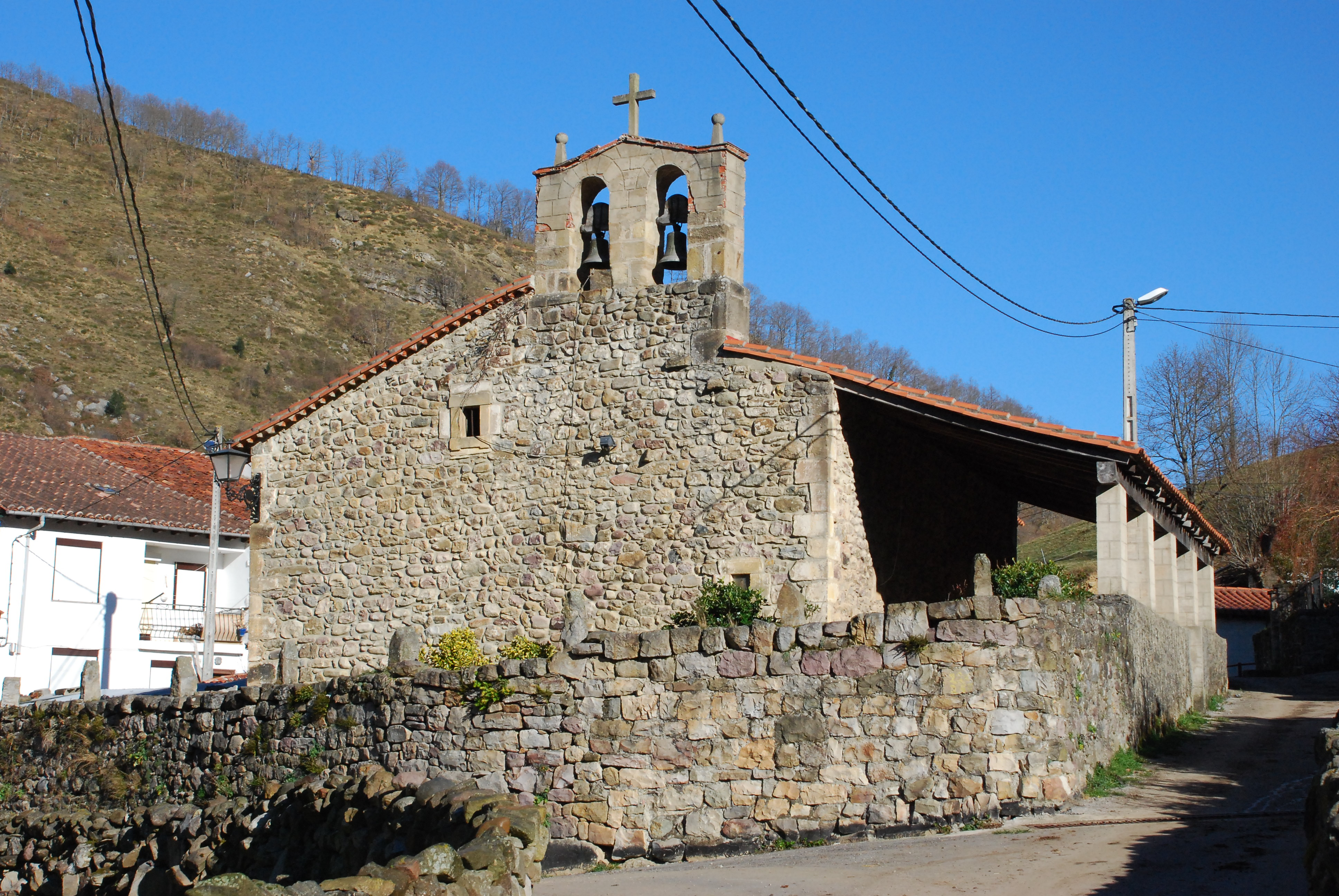
Iglesia dedicada a Santa Águeda, en el pueblo de Saja

El pueblo se encuentra partido en dos por el río al que cede su nombre, el río Saja, igualmente el barrio de la carretera está partido por un regato, canalizado, pero que destaca sobremanera, en el paisaje del pueblo con las grandes lluvias y deshielos, por su fuerte inclinación. Saja fue famosa por sus artesanos, de rastrillos, cebillas en miniatura, etc., que vendían en las distintas ferias de ganado.
Es la última localidad del valle, ya en las primeras rampas del Puerto de Palombera, y lugar frecuentado por excursionistas que realizan senderismo por los montes que lo rodean, así como por cazadores, pues forma parte de la Reserva Nacional de Caza del Saja.
Por aquí pasa el sendero de Gran Recorrido 71, de la Reserva del Saja.
En las inmediaciones, subiendo hacia el puerto, se encuentra enseguida el Centro de Interpretación Saja-Besaya.
Posee restaurantes propios del turismo gastronómico de Cabuérniga, donde se pueden degustar los platos típicos de la zona: cocido montañés, platos con venado, trucha (antiguamente del propio río Saja, que pasa al lado), siendo visita habitual del turismo de fin de semana.